# 陳瑩霖
陳瑩霖（1934年—2023年12月10日），臺灣雲林縣土庫鎮人，公共衛生學家，歷任行政院衛生署副署長、高雄醫學大學教授與副校長，因1960年代調查學童蛔蟲、研究寄生蟲等貢獻，獲第十八屆醫療奉獻獎。

## 生平

### 早年
陳瑩霖生於1934年，家族世居雲林縣土庫鎮中山路，祖與父輩至少有九人是醫師。
謝獻臣從非洲返國後，應高雄醫學院（高醫）首任院長杜聰明之邀，到高醫創辦寄生蟲學科。在陳瑩霖進入高醫醫學系第一屆後，受到時任寄生蟲科主任謝獻臣鼓勵和幫助，成為1960年代臺灣少見投入公共衛生中研究寄生蟲的人士。1959年時，時為醫學系六年級的陳瑩霖在訂婚喜宴上宣布，畢業後將從事寄生蟲研究，令雙方家長錯愕。畢業後，他至日本千葉大學攻讀博士學位，師承寄生蟲學者橫川宗雄。

### 任職高醫
陳瑩霖為作寄生蟲研究，常搭兩小時的車一路顛簸到高雄縣鄉間採集糞便及土壤檢體，甚至要幫忙居民打掃才能取得檢體。陳瑩霖回憶說，鄉農民交檢體時常表現出嘲諷、不解和好奇，覺得這群受過高等教育的人一直要他們的糞便實在是一件奇怪的事。接著因戰後初期沒有真空密封包裝，陳瑩霖只能用塑膠盒裝檢體，臭氣沖天之下帶回實驗室用顯微鏡找蟲卵，連隔壁實驗時的同事也紛紛走避。在研究上，陳瑩霖以對嗜伊紅性腦膜的研究最引人注目，並獲選為高醫學術類傑出校友。
自1965年春起，為擬訂「台灣省蛔蟲病防治計劃」，謝獻臣、陳瑩霖受衛生處委託，以高雄縣市六所國民學校學生作每兩個月一次的抽樣與投藥，將學童體重、身高、貧血情況、糞便檢驗、驅蟲效果等作成紀錄。採樣和防治工作推行常遭受不小的阻力，為此他們還會夜晚敲學童家門採檢體。1969年3月，謝獻臣前往賴比瑞亞從事醫療工作後，改由時任寄生蟲科講師陳瑩霖負責蛔蟲調查。1969年7月起，在日本政府提供藥品下，臺灣省政府在三百三十個社區實施學童蛔蟲防治工作。1972年，陳瑩霖在高醫開辦全臺灣第一個寄生蟲特別門診。至1981年，陳瑩霖以寄生蟲學科主任身分接受採訪時，學童蛔蟲感染率已由十幾年前的百分之六十左右，降低到百分之十以下。

### 借調衛生署
1991年，陳瑩霖在管理經驗歷練，已有高醫公共衛生學系主任、醫學研究所所長、熱帶醫學中心主任、訓導主任及教務長等職，被借調到行政院衛生署擔任技監。1993年12月30日，行政院院會通過由時任衛生署技監的陳瑩霖接替葉金川任副署長。因陳瑩霖是繼同鄉黃昆輝後，第二位在中央高層任職的土庫鎮人，消息傳開後，縣議員謝俊煌、鎮公所祕書吳欽棋等地方人士紛紛前往其住宅致賀。在張博雅任衛生署長期間，由陳瑩霖擔任衛生署全民健康保險小組召集人。1997年5月26日，行政院暨所屬機關同仁第一次聯合月會中，陳瑩霖因推動健保，獲頒二等獎章。

### 回任高醫
1998年末，高醫校評會通過陳瑩霖回任，副署長由楊志良接任。2000年7月8日，高醫董事會通過陳瑩霖以行政副校長身分屆齡退休。榮退後，他在高醫擔任客座教授，開設「醫療與奉獻」人文醫學課程。
2008年6月21日，陳瑩霖因投入寄生蟲研究與調查1960年代調查學童感染蛔蟲、蟯蟲等貢獻，獲頒醫療奉獻獎特殊貢獻獎。2023年12月10日，陳瑩霖於高雄家中辭世。